# Jove Ilića
Pour les articles homonymes, voir Ilica (homonymie).
La rue Jove Ilića (en serbe cyrillique : Јове Илића) est une rue de Belgrade, la capitale de la Serbie, située dans la municipalité urbaine de Voždovac.

## Parcours
La rue Jove Ilića naît à la hauteur de la rue Vojvode Stepe. Elle s'oriente vers le sud-sud-est, croise les rues Lepenička et Jošanička (à droite) puis les rues Pukovnika Purića (à gauche) et Bajronova (à droite). Elle passe ensuite les rues Prilučka (à droite), les rues Dimitrija Stamenkovića et Nikšićka (à gauche). Elle aboutit dans la rue Bose Milićević, à proximité du Bulevar oslobođenja (le « boulevard de la Libération »).

## Culte
L'église Saint-Constantin-et-Sainte-Hélène se trouve au n° 123.

## Éducation
L'école maternelle Peter Pan est établie au n° 144a. L'école élémentaire Karađorđe (en serbe : osnovna škola Karađorđe) est située au n° 2. L'école Helen Doron, fondée en 1985, où l'on enseigne l'anglais aux enfants dès le plus jeune âge, se trouve au n° 62 de la rue.
Deux facultés de l'université de Belgrade sont établies rue Jove Ilića : la Faculté des sciences de l'organisation, au n° 154, et la Faculté de sciences politiques, au n° 165.

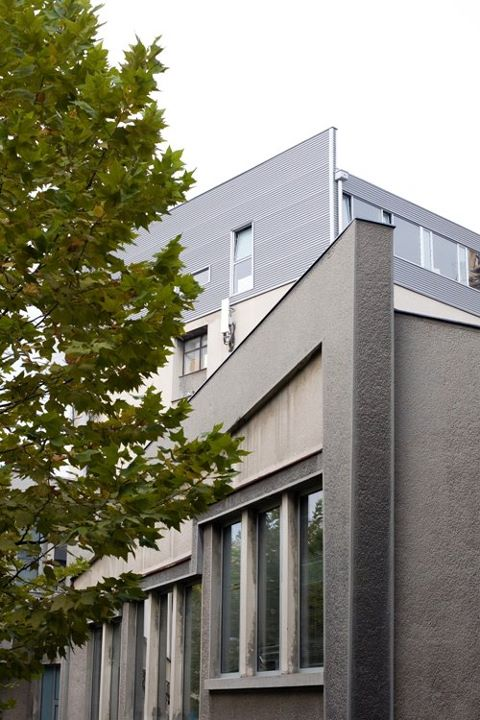
La Faculté de sciences politiques de l'université de Belgrade, au n° 165

## Économie
Le marché de Voždovac est situé au n° 72. La société CINI, dont le siège est à Čačak, produit du matériel de chauffage et dispose d'un point de vente au 138 rue Jove Ilića,.